# Nobel (série de televisão)
Nobel é uma série de televisão norueguesa que estreou no canal NRK  em 25 de setembro de 2016. Retrata o envolvimento militar da Noruega no Afeganistão. A série foi exibida pela emissora norueguesa NRK e foi transmitida sob o título Nobel – fred para enhver pris (Nobel - Paz a Qualquer Custo). A série, sob o título Nobel, foi disponibilizada na Netflix para a transmissão em sequência a partir 13 de dezembro de 2016.

## Sinopse
Duas histórias interligam-se quando um soldado e pai de família se torna um peão em um jogo de política internacional. À medida que a história avança, ele é forçado a descobrir o quão longe irá em nome da paz.

## Elenco
- Aksel Hennie como Tenente Erling Riiser
- Tuva Novotny como Johanne Riiser
- Anders Danielsen Lie como Tenente Jon Petter Hals
- Dennis Storhøi como Brigadeiro Jørund Ekeberg,
- Mads Sjøgård Pettersen como Håvard Bakkeli
- Danica Curcic como Tenente Adella Hanefi
- Christian Rubeck como Johan Ruud
- Odd-Magnus Williamson como Segundo-Tenente Hans Ivar Johansen
- Kyrre Hellum como Principais Jan Burås, Erling a oficial superior
- Mattis Herman Nyquist como Hektor Stolt-Hansen
- Amund Wiegand Blakstvedt como Rikard Riiser
- Atheer Adel como Sharif Zamani
- Ayesha Wolasmal como Wasima Zamani
- André Jerman como Kristoffer Abel
- Rolf Kristian Larsen como Sven Rasch
- Eirik Evjen como Sargento Sigurd Sønsteby
- Ingrid Jørgensen Dragland como Kjersti Mo
- Heidi Toini como Charlotte Heiberg
- Ellen Chifre como Nora Backer
- Samuel Fröler como Gunnar Riiser

## Episódios
| Não. | Título            | Dirigido por      | Escrito por                         | Exibição Original (Noruega)         | Netflix                |
| ---- | ----------------- | ----------------- | ----------------------------------- | ----------------------------------- | ---------------------- |
| 1    | "Episódio 1.1"    | Por Olav Sørensen | Mette M. Bølstad e Stephen Uhlander | 25 de setembro de 2016 (2016-09-25) | 13 de dezembro de 2016 |
| 2    | "Episódio 1.2"    | Por Olav Sørensen | Mette M. Bølstad e Stephen Uhlander | 25 de setembro de 2016 (2016-09-25) | 13 de dezembro de 2016 |
| 3    | "Episódio 1.3"    | Por Olav Sørensen | Mette M. Bølstad e Stephen Uhlander | 2 de outubro de 2016 (2016-10-02)   | 13 de dezembro de 2016 |
| 4    | "Episódio 1.4"    | Por Olav Sørensen | Mette M. Bølstad e Stephen Uhlander | 9 de outubro de 2016 (2016-10-09)   | 13 de dezembro de 2016 |
| 5    | "Episódio 1.5"    | Por Olav Sørensen | Mette M. Bølstad e Stephen Uhlander | 16 de outubro de 2016 (2016-10-16)  | 13 de dezembro de 2016 |
| 6    | "Episódio 1.6"    | Por Olav Sørensen | Mette M. Bølstad e Stephen Uhlander | 23 de outubro de 2016 (2016-10-23)  | 13 de dezembro de 2016 |
| 7    | "Episódio 1.7"    | Por Olav Sørensen | Mette M. Bølstad e Stephen Uhlander | 30 de outubro de 2016 (2016-10-30)  | 13 de dezembro de 2016 |
| 8    | "Episódio de 1,8" | Por Olav Sørensen | Mette M. Bølstad e Stephen Uhlander | 6 de novembro de 2016 (2016-11-06)  | 13 de dezembro de 2016 |

## Prêmios e indicações
| Ano  | Organização      | Categoria                                     | Indicado(s) | Resultado | Ref.  |
| ---- | ---------------- | --------------------------------------------- | ----------- | --------- | ----- |
| 2016 | Prix Italia      | TV drama                                      | —           | Indicado  |       |
| 2016 | Prémio Da Europa | Os melhores Europeus filme para TV/mini-série | —           | Venceu    |       |
| 2017 | Gullruten        | Melhor drama de TV                            | —           | Indicado  | [ 5 ] |
| 2017 | Rose d'Or        | Série de Drama                                | —           | Venceu    | [ 6 ] |